# Chirotica nigrithorax
Chirotica nigrithorax là một loài tò vò trong họ Ichneumonidae.